# Punta Open 2019
Il Punta Open 2019 è stato un torneo maschile tennis professionistico. È stata la 2ª edizione del torneo, facente parte della categoria Challenger 80 nell'ambito dell'ATP Challenger Tour 2019, con un montepremi di 54 160 $. Si è giocato dal 21 al 27 gennaio 2019 sui campi in terra rossa del Cantegrill Country Club di Punta del Este, in Uruguay.

## Partecipanti

### Teste di serie
| Nazionalità | Giocatore            | Ranking* | Testa di serie |
| ----------- | -------------------- | -------- | -------------- |
| Argentina   | Guido Andreozzi      | 77       | 1              |
| Argentina   | Juan Ignacio Londero | 114      | 2              |
| Bolivia     | Hugo Dellien         | 123      | 3              |
| Brasile     | Thiago Monteiro      | 126      | 4              |
| Brasile     | Rogério Dutra Silva  | 136      | 5              |
| Argentina   | Facundo Bagnis       | 152      | 6              |
| Italia      | Gianluigi Quinzi     | 154      | 7              |
| Italia      | Alessandro Giannessi | 161      | 8              |
| Slovacchia  | Andrej Martin        | 184      | 9              |
| Belgio      | Kimmer Coppejans     | 214      | 10             |
| Argentina   | Facundo Argüello     | 228      | 11             |
| Croazia     | Nino Serdarušić      | 259      | 12             |
| Argentina   | Pedro Cachin         | 274      | 13             |
| Argentina   | Federico Coria       | 284      | 14             |
| Argentina   | Andrea Collarini     | 299      | 15             |
| Uruguay     | Martín Cuevas        | 307      | 16             |

- Ranking al 14 gennaio 2019.

### Altri partecipanti
I seguenti giocatori hanno ricevuto una wild card per il tabellone principale:
- Guido Andreozzi
- Preston Brown
- Facundo Díaz Acosta
- Tomás Lipovšek Puches
- Francisco Llanes

I seguenti giocatori hanno utilizzato il loro ranking ITF per entrare nel tabellone principale:
- Hernán Casanova
- Matías Franco Descotte
- Camilo Ugo Carabelli
- Gonzalo Villanueva

I seguenti giocatori sono entrati in tabellone come alternate:
- Jordi Arconada
- Oscar José Gutierrez

I seguenti giocatori sono passati dalle qualificazioni:
- Alejandro Tabilo
- Matías Zukas

## Punti e montepremi
| Torneo    | Torneo              | V     | F     | SF    | QF    | 3T  | 2T  | 1T  | Q | Q1 |
| Singolare | Punti               | 80    | 48    | 29    | 15    | 7   | 3   | 0   | 0 | 0  |
| Singolare | Premi in denaro ($) | 7 200 | 4 240 | 2 510 | 1 460 | 860 | 520 | 260 | – | –  |
| Doppio    | Punti               | 80    | 48    | 29    | 15    | –   | –   | 0   | – | –  |
| Doppio    | Premi in denaro ($) | 3 100 | 1 800 | 1 080 | 640   | –   | –   | 360 | – | –  |

## Campioni

### Singolare
Thiago Monteiro ha sconfitto in finale  Facundo Argüello con il punteggio di 3–6, 6–2, 6–3.

### Doppio
Guido Andreozzi /  Guillermo Durán hanno sconfitto in finale  Sander Gillé /  Joran Vliegen con il punteggio di 6–2, 6(6)–7, [10–8].